# 克鲁斯-杜圣埃斯皮里图
克鲁斯-杜圣埃斯皮里图（葡萄牙語：Cruz do Espírito Santo）是巴西帕拉伊巴州的一个市镇。总面积195.596平方公里，总人口15138人，人口密度77.4人/平方公里。